# 紫宸殿 (京都御所)

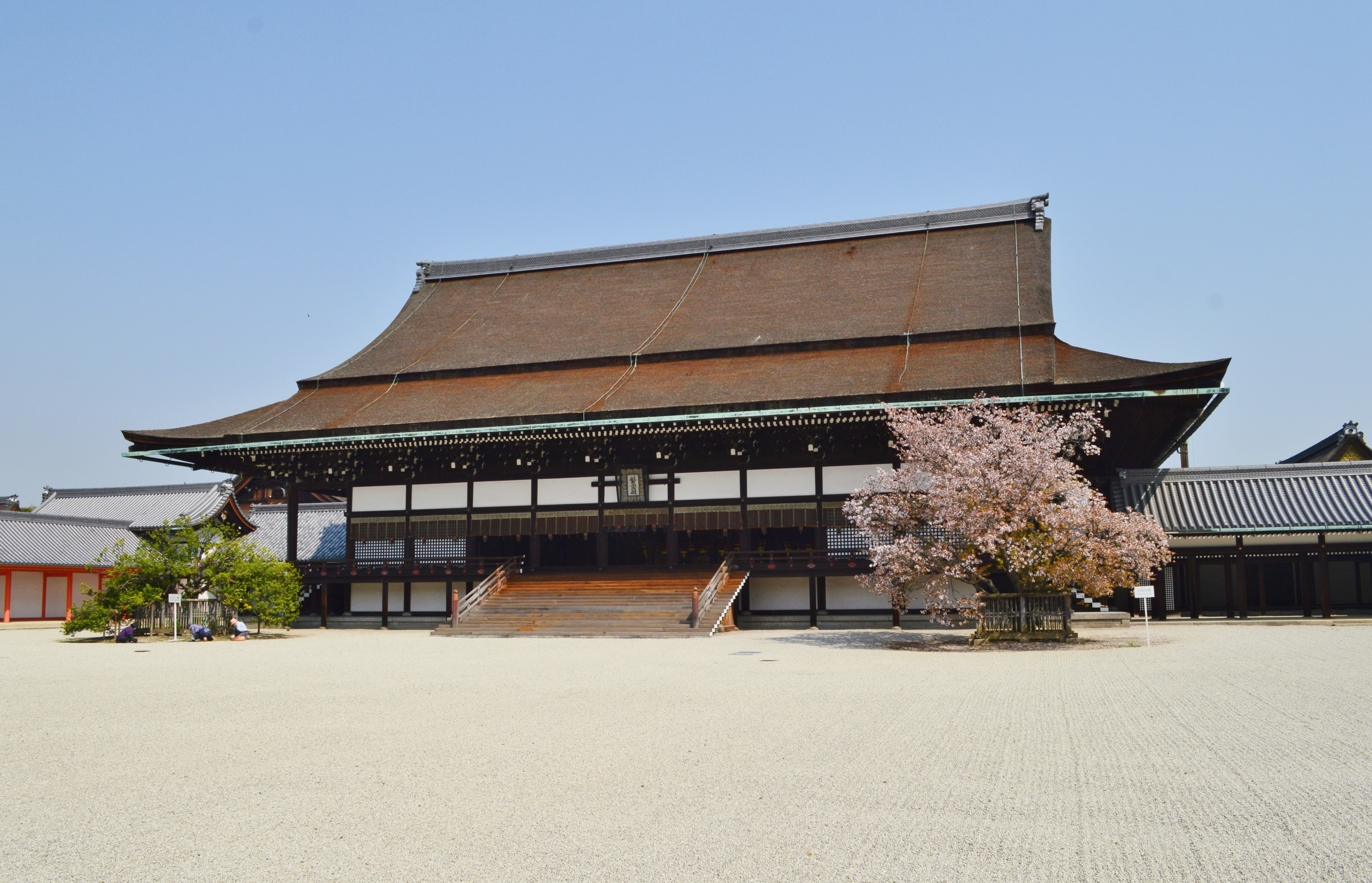
京都御所的紫宸殿殿前左側是右近之橘、右側是左近之櫻。

紫宸殿（日语：紫宸殿 / ししんでん、ししいでん）是平安宮內裏的正殿，天皇元服及立太子礼、讓位儀式、節會等儀式在這裡舉行。紫宸殿的南側是南庭，北側是仁壽殿。與平時是天皇住所的清涼殿相比，紫宸殿的政務色彩較強。
紫宸殿本來是天皇個人住所內裏的殿堂之一，但平安時代中期之後，由於大內裏正殿的大極殿荒廢，重要儀式改在紫宸殿舉行。